# CF Andorinha
CF Andorinha je portugalský fotbalový klub z města Santo António, které se nachází na ostrově Madeira. Klub hraje Divisaõ de Honra, jednu z nižších portugalských soutěží. V klubu začínal Cristiano Ronaldo.

## Úspěchy
- Terceira Divisão – Serie Madeira: 1× (2009/2010)
- AF Madeira Championship: 1× (2007/2008)
- AF Madeira Cup: 1× (1985/1986)